# 고쿠분지
고쿠분지(일본어: 国分寺)는 옛날 일본에서 각 영제국을 대표하던 사찰을 가리킨다. 쇼무 천황이 각 구니에 세웠으며, 야마토국 (지금의 나라현)에 있던 도다이지가 전국의 고쿠분지를 대표했다. 정식 명칭은 금광명사천왕호국지사(일본어: 金光明四天王護国之寺, こんこうみょうしてんのうごこくのてら)이다.
쇼무 천황에 의해 일본의 각 구니에 세워진 사원이다. 야마토국의 고쿠분지인 도다이지는 전국 고쿠분지의 수장 역할을 했다. 가마쿠라 막부 시대 이후 한동안 쇠락했다가 법화종 등이 다시 몇몇곳을 일으켰으며, 없어진 고쿠분지의 유물들은 현재도 그 고쿠분지가 있던 지역에서 보존하고 있다.
한 구니를 대표하는 "고쿠분지"가 있었던 자리라는 점에서 따 "고쿠분지" 또는 "고쿠부" (国分)라는 지명을 그대로 쓰는 곳도 있다. 도쿄도 다마 지구의 고쿠분지시는 무사시국의 무사시코쿠분지가 있었던 곳이라는 데서, 가가와현 다카마쓰시의 옛이름 중 하나인 고쿠분지 정은 사누키국의 고쿠분지가 있었던 곳이라는 데서, 도치기현 시모쓰케시의 옛이름 중 하나인 고쿠분지 정은 시모쓰케국의 고쿠분지가 있었던 데서 이름을 딴 것이다.

## 같이 보기
- 소자 (신토) - 각 구니마다 세워져 각 구니를 대표하는 신사 역할을 했다.